# 海豚属
海豚属（学名：Delphinus）是海豚科中的一个属，在历史上它是海豚科中最为人所知的海豚。不过通过海豚馆和电影等今天大多数人知道的海豚是宽吻海豚。

## 外形
海豚属动物的背部黑色或者棕色，腹部白色。在侧面有一块长形的，颜色从浅黄色向灰色过渡的地区。不过不同地区的动物的颜色有所不同，在有些地区的动物缺乏这个过渡区。总的来说海豚属的动物是所有鲸目动物中颜色最丰富的。海豚属动物体长在1.7至2.4米之间，重60至75千克。

## 分布
海豚属动物在地球许多热带和温带地区有地区性的分布。比如在地中海、黑海和北大西洋有一个大的族群。另一个大的族群生活在东太平洋。除此之外在南北美洲的东海岸、南非沿海、阿曼沿海、塔斯馬尼亞和新西兰周边、日本、朝鲜和台湾之间的海域里也有海豚属动物生活。
海豚属动物一般生活在开放的海洋中，很少到海岸附近。它们喜欢水温在10至20°C的水域。

## 习性
海豚属动物主要以鱼为食，有时也吃乌贼。海豚属动物速度相当高，又是会在船首前的弓形波上冲浪般地游泳。与其它海豚一样它们形成非常复杂的社群，这样的群可以有上千头动物。夏季这些大群分开为小群。群内的动物互相帮助。比如人们观察到受伤的动物在游泳时会受到群内其它动物的协助，其它动物会帮助它们浮到水面上来呼吸。
海豚属的出生过程可以持续到两个小时。它们的尾鳍首先出生，这样它们在出生时不会窒息。出生后母兽将幼兽推到水面来呼吸。群内的其它动物在出生时保护母兽和幼兽，防止鲨鱼袭击。双胞胎很少见，而且双胞胎一般无法生存，因为母兽的奶不够喂两头幼兽。幼兽跟随母兽约三年的时间，其中一年是哺乳期。

## 保护
在一些地区海豚属动物被捕猎。日本太地町的渔民猎杀海豚并出卖其肉，这些地区也会捕抓海豚来食用，(见纪录片:海豚湾)。长时期里在黑海也有猎杀海豚。在大多数地区海豚不是猎杀的对象，不过它们往往会被渔网缠住，或者被绞入船的螺旋桨。1960年代里在地中海和黑海海豚数量骤降，其原因至今不明，有人怀疑这与当时剧增的行船数量有关。

## 分类

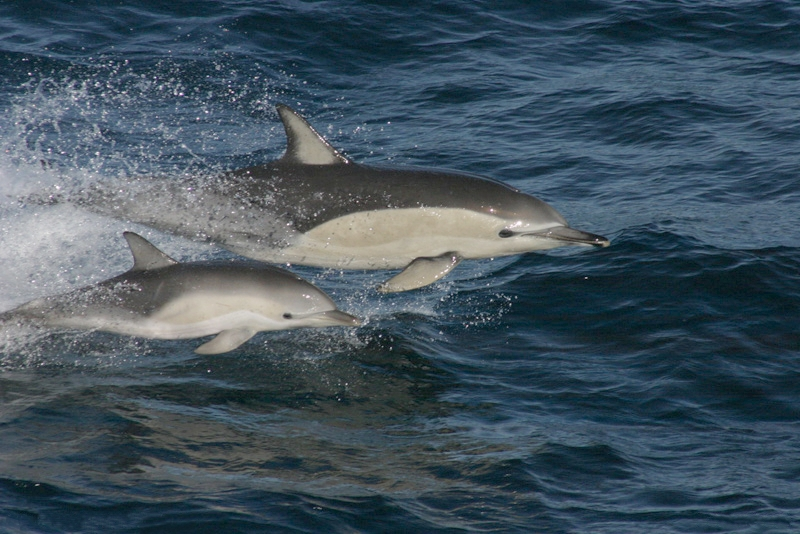
带幼兽的海豚

关于海豚属内部种的分类目前有争议。大多数动物学家仅承认一个种，即短吻真海豚。有些动物学家认为生活在东太平洋的海豚和生活在印度洋的海豚，各自属于独立的种，分別稱作與。但是大多数动物学家不承认这些种。在历史上海豚属内曾经有过20多个种的建议，但是他们全部都被否认了。
从1990年代开始越来越多的动物学家将海豚属中的动物分为两个不同的种：短吻真海豚（Delphinus delphis）和长吻真海豚（Delphinus capensis）。目前，动物学家们对於这两个种是否的确是不同的种，还是同一种的亚种仍有争议。